# Большеротый дальневосточный бычок
Большеротый дальневосточный бычок (лат. Gymnogobius macrognathos) — вид пресноводных и солоноватоводных лучепёрых рыб семейства бычковых. Распространён в водоёмах п-ова Корея, Китая, Японии, Приморья, Сахалина и Южных Курильских островов. Выходит из рек в прибрежные воды. Демерсальная рыба. Длина тела до 15,7 см. В первом спинном плавнике 7 жестких, а во втором 12 мягких лучей. В анальном плавнике 1 жёсткий и 10 мягких лучей. Позвонков 35. Кормится различными мелкими ракообразными. Безвреден для человека, считается видом под наименьшей угрозой, объектом промысла не является.